# کامن بریاگ
کامن بریاگ (به بلغاری: Kamen Bryag) یک منطقهٔ مسکونی در بلغارستان است که در شهرستان کاوارنا واقع شده‌است.
 کامن بریاگ  ۶۹ نفر جمعیت دارد و ۳۸ متر بالاتر از سطح دریا واقع شده‌است.